# Volker Schöttner
Volker Schöttner (* 9. Juni 1952) ist ein ehemaliger deutscher Fußballspieler.

## Karriere
Zur Saison 1970/71 stieg Schöttner von der zweiten Mannschaft des SV Werder Bremen in die erste auf, die in der Bundesliga spielte. In dieser Saison wurde er am 28. Spieltag beim 2:2-Unentschieden im Nordderby gegen den Hamburger SV in der 68. Spielminute für Eckhard Deterding eingewechselt. Mit den Werderanern konnte er in dieser Saison Tabellenplatz 10 erreichen. Auch in der folgenden Saison spielte er für den SVW, kam jedoch nicht zum Einsatz. Anschließend wechselte er 1972 zu Bremerhaven 93.